# Ричард I (Нормандия)
Ричард I „Безстрашни“ (на френски: Richard Sans-Peur; * 28 август 933/934 във Фекамп, Нормандия; † 20 ноември 996, пак там) е първият херцог на Нормандия (943 – 996).

## Произход
Той е син на херцог Вилиам „Дългия меч“ (* ок. 900; † убит 17 декември 1942) и съпругата му Спрота Бретонска.

## Брак и потомство
Жени се два пъти:
∞ 1. 960 в Руен за Ема от род Робертини (* ок. 943; † сл. 19 март 968), дъщеря на херцог Хуго Велики († 16 юни 956) и третата му съпруга Хедвига Саксонска († 959), дъщеря на крал Хайнрих I Птицелов и Матилда Вестфалска и сестра на Ото I Велики. Ема е внучка на Робер I († 923), крал на Франция (922 – 923), и сестра на Хуго Капет († 996), крал на Франция от 987. Бракът е бездетен.
∞ 2. пр. 989 за метресата си Гунора Датска/дьо Крепон († 5 януари 1031), от която има 4 сина и 3 дъщери:
- Ричард II Добрия (* ок. 963, † 23 август 1026), втори херцог на Нормандия (996 – 1026); ∞ I. ок. 996 за Юдит Бретанска (* 982, † 1017), дъщеря на херцога на Бретан и графа на Рен Конан I Кривия, от която има 3 сина и 2 дъщери II. 1017 за Естрид Датска, дъщеря на краля на Дания Свен I, от която има 2 сина[3][4][5]
- Робер († 1037), архиепископ на Руен от 989 и граф на Евро от 996; ∞ за Ерлев дьо Фалез, от която има 3 сина[3][5][6]
- Можер († ок. 1032), родоначалник на графовете на Корбей; ∞ 1012 за Жармен, дъщеря или внучка на Аймон, граф на Корбей, от която има 1 син[3][4]
- син[4][6]
- Ема (* ок. 984, † 14 март 1052/21 декември 1052), ∞ 1. 1002 г. за крал Етеред II Неразумни от Англия († 1016), от когото има 2 сина (Едуард Изповедник, крал на Англия, и Алфред Етелинг) и 1 дъщеря (Года) 2. 1016 г. за крал Кнут Велики от Дания († 1035), от когото има син (Хардекнут, крал на Дания и Англия) и дъщеря (Гунхилда Датска)[3][4][5]
- Авоаза (* ок. 977, † 21 февруари 1034), ∞ 996 за херцог Годфрид I Бретански († 20 ноември 1008), от когото има 3 сина и 1 дъщеря[3][4][5]
- Матилда († ок. 1005), ∞ 1003/04 г. за граф Одо II от Блоа († 1037), граф на Блоа, Шампан и Шартр, от когото няма деца.[3][4][5]

Има няколко извънбрачни деца:
- Годфрид (Жофроа) († ок. 996 или ок. 1015), граф на Йо и на Брион; ∞ за жена, от която има син и дъщеря[3][7]
- Гийом I (Вилхелм I) (* ок. 972, † 26 януари 1057/58), граф на Йо, ∞ за Леслин дьо Тюрквил († 1057/58), от която има трима сина
- Беатрис (* ок. 980, † 18 януари 1035), игуменка на Манастира на Мотивилье; ∞ 1000 за Еблес I, виконт на Тюрен († 1030), развод[3][4][5]

- дъщеря или Папия, ∞ за Жилбер дьо Сен Валери († сл. 1011)[4][5]
- Мориела, ∞ за Танкред дьо Отвил († ок. 1041)[3][5][8][9]
- Фресенда или Фредесенда (* ок. 995, † ок. 1057), ∞ за Танкред дьо Отвил († ок. 1041)[3][9][10], барон, родоначалник на династията на Отвилите, от когото има седем сина и поне една дъщеря
- Гуимара  (Вимарка) (* ок. 986, † в Абатство „Монтивилье“ в Сен Инфериор); ∞ Анфред II „льо Дан“ льо Го, виконт на Ексм и Фалез, от когото има един син[11]
- Робер († ок. сл. 1015), граф на Авранш; ∞ 1. за Билелдиса († ок. пр. 1015) 2. за Асцелина († ок. сл. 1015). Има трима сина.[12]